# سیروس نورسته
سايروس نوراسته (فارسي: سیروس/کوروش نورسته ; /nəˈrɑːstə/; من مواليد 19 سبتمبر 1956) أمريكي-إيراني وهو كاتب السيناريو، مخرج، ومنتج سينمائي وتلفزيوني. وقد عمل في العديد من المسلسلات التلفزيونية وكذلك أفلام مصصمة للتلفزيون بما في ذلك أعماله مثلاليوم الذي قتل فيه ريغان، فالكون كريست، في الغرب، والدراما الوثائقية المثيرة للجدل الطريق إلى11 سبتمبر. كما قام بإخراج العرض المسرحي رجم ثريا م. (2009), المسيح الشاب (2016) و <i id="mwIQ">الكافر</i> (2020).

## النشأة والتعليم
ولد نوراسته في 19 سبتمبر 1956، في بولدر ، كولورادو، ونشأ في ماديسون ، ويسكونسن. هو من أصل إيراني النسب، وتخرج من مدرسة ماديسون ويست الثانوية في عام 1974 وكان بطل التنس في مدرسة سيتي الثانوية للبنين. التحق نوراسته بجامعة ولاية نيو مكسيكو على أثر حصوله على منحة دراسية رياضية ثم انتقل لاحقا إلى جامعة جنوب كاليفورنيا للالتحاق بمدرسة الفنون السينمائية، وتخرج في عام 1977.

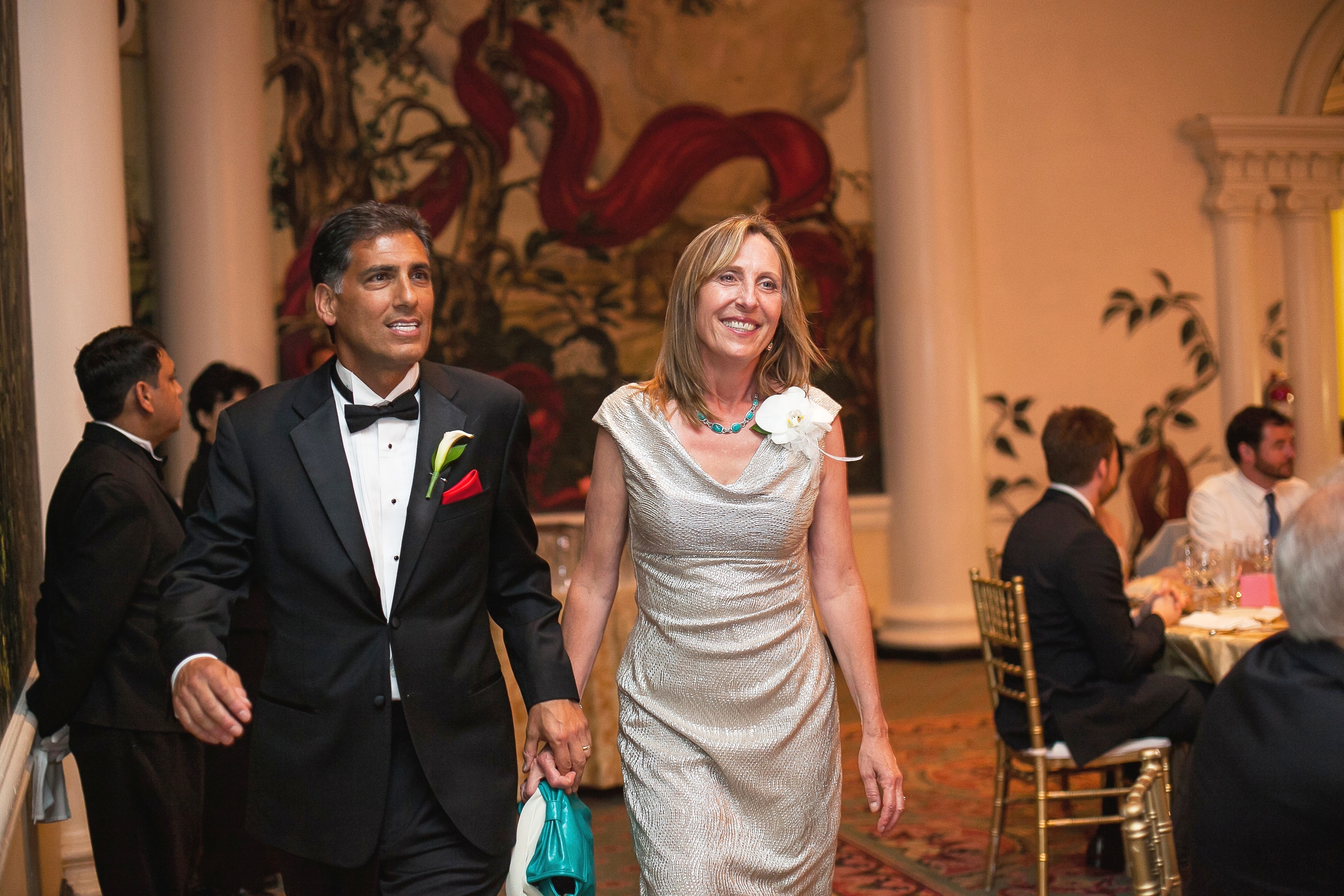
سايروس نوراستيه وبيتسي جيفن نوراستيه في عام 2017.

## المهنة
في عام 1986، بدأ Nowrasteh حياته المهنية CBS التلفزيوني The Equalizer. ذهب للعمل على Falcon Crest كمنتج ومحرر قصة، وكتب الطيار لشبكة Femme Nikita (1996). مع فيلم Veiled Threat ، وهو فيلم إنتاج مستقل عام 1989 يعيش في مقاطعة أورانج. تم سحب الفيلم من مهرجان بعد أن تلقى المنظمون تهديدات بالقنابل، ب. و.
في عام 1986، بدأ نوراسته حياته المهنية من خلال الكتابة لمسلسل سي بي اس التلفزيوني المعادل. ذهب للعمل فيفالكون كريست كمنتج ومحرر القصة، وكتب الطيار ل شبكة عرض USA عرض لا فام نيكيتا (1996). وظهر لأول مرة في الإخراج مع عرض تهديد محجب فيلم مستقل صدر عام 1989 يستند إلى جريمة قتل حقيقية لصحفي إيراني يعيش في مقاطعة أورانج. تم سحب الفيلم من مهرجان AFI الفيلمالسينمائي بعد أن تلقى المنظمون تهديدات بوجود قنابل، يوكان هذا لمقولة أنه بسبب انتقاد الفيلم للمواضيع المناهضة للخوميني واتهم نوراسته لاحقًا وكالة المخابرات الأمريكية بفرض إلى «الرقابة» وادعى أن أثر على فرص توزيع للفيلم «قتل».
كما عمل في أفلام مستقلة الإنتاج مثل الإنتاج الأمريكي / البرازيلي <i id="mwQw">المقابلة</i> (1995)، والذي تم عرضه في صندانس وعلى شبكة الشوتايم؛ و نورما جان جاك وأنا (1998)، وهو فيلم لم يتم إصداره في السينما ولكنه عرض في المهرجان وبث على شبكة الإنترنت عالية الدقة.[بحاجة لمصدر]
في عام 2001، كتب نوراسته وأخرج العرض التقديمي Showtime شوتايم عالي التصنيف والحائز على جوائز عدة اليوم الذي قتل فيه ريغان، وقد قام بالبطولة ريتشارد درايفوس في دور الكسندر هيج وكان من إنتاج أوليفر ستون. في العام التالي كتب 10,000 رجل أسود جورج، وهو يحكي قصة إضراب بولمان في 1930، لشبكة عرض شوتايم.
بالنسبة لكل من الفيلمين المذكورين في الأعلى، قد حصل نوراسته على جائزة القلم الأمريكية للأدب الغربي لأفضل تيل يبلاي- وهو الكاتب الوحيد في تاريخ جوائز القلم الذي فاز بهذه الجائزة سنتين متتاليتين في نفس الفئة. كما حصل فيلم اليوم الذي قتل فيه ريغان على جائزة إيدي وجائزة القمر الصناعي الذهبي لأفضل فيلم تلفزيوني لعام 2001، بالإضافة إلى ترشيحSAG لأفضل ممثل (ريتشارد دريفوس).[بحاجة لمصدر]
كتب نوراستيه حلقة خاصة بعنوان «قدرنا» من عرض مسلسل«ستيفن سبيلبرغ» وانتاج «تي إن تي» الذي يحظى بتقدير وشعبية كبيرة في الغرب وحصل على (16 ترشيحا لجائزة إيمي), .
كتب نوراسته وأنتج كذلك المسلسل المثير للجدل أي بي سي بعنوان الطريق إلى 11 سبتمبر. وقد شارك في الكتابة (مع زوجته، بيتسي جيفن نوراسته)، وأقام بإخراج الفيلم رجم ثريا م.، والذ صدر في عام 2009 من قبل أفلام ليونزجيت.[بحاجة لمصدر]

### الطريق إلى 11 سبتمبر
مسلسل ABC الصغير لعام 2006 الطريق إلى 11 سبتمبر تحت الكثير من الجدل. قال منتقدون إنها تخيلت الفترة التي سبقت هجمات 11 سبتمبر / أيلول 2001 من أجل توجيه اللوم إلى إدارة كلينتون. على الرغم من أن سيناريو Nowrasteh لـ The Path to 9/11 قد وصفته شبكة ABC بأنه كان «مستندًا إلى تقرير لجنة 11 سبتمبر»، كانت هناك اتهامات بأن السيناريو تحيزًا سياسيًا بسبب تصويره المزعوم للأحداث.
مسلسل أيه بي سي القصير 2006 الطريق إلى 11سبتمبروقد بث تحت الكثير من الجدل. وقال منتقدون انها خيالية في الفترة التي تسبق اعتداءات 11 أيلول / سبتمبر 2001 من أجل توجيه اللوم إلى إدارة كلينتون. على الرغم من سيناريو نوراستيه ل الطريق إلى 11سبتنمبر وقد وصفته شبكة ايه بي سي بأنها كان مستندا أساس تقرير «تقرير اللجنة 11سبتمبر»، كانت هناك اتهامات بأن السيناريو قد أظهر التحيز السياسي بسبب تصويره المزعوم للأحداث.

اعترف نوراستيه بضرورة ترخيص الدراما في الفيلم. ومع ذلك، فقد أكد أنه يجب تخصيص قدر معين من الترخيص الدرامي في عملية كتابة السيناريو الدرامي مع وجود أساس تاريخي (انظر الدراما الوثائقية وبيوبيك). على الرغم من أن المحادثات المسجلة والدقيقة الموضحة في تحليل النص ربما لم تحدث أبدا، زعم أن النهج والنبرة العامة ومحتوى الأحداث التي تم تصويرها في الطريق إلى 11 سبتمبر كانت صحيحة. لكن عندما سئل عما إذا كان يعتقد أن السيناريو «وثيقة تاريخية»، أجاب نوراسته:

لا، ولكني عندما اطلع على أووراق النسخة الأصلية من الفيلم، وارادع كذلك أوراق النسخة المعدلة. ... أومن أنه أن يكون هناك خلط وتفعيل بين الأحداث في العمل. حيث أن المشكلة الحقيقية والأكثر وضوحا التي يواجهها أي كاتب إبداعي هي مشكلة الطول المطلق أو الإسهاب بالعمل. لذلك اضطررت إلى اختزال أحداث ثماني سنوات ونصف من الحياة السياسية ليتم عرضها خلال خمس ساعات فقط. لا أعرف أي وسيلة يمكن استخدامها في تقديم العمل والفكرة للقيام بذلك إلا عن طريق الحذف والغاء المسهب والخلط والتكثيف.

أما رأي النقاد، بما في ذلك العضو ريتشارد بن فينيست عضو لجنة التقرير في لجنة 9/11 أشاروا إلى أن بعض المشاهد التي وردت في الفيلم كانت مجرد افتراءات كاملة. قال ريتشارد مينيتر، وهو الكاتب المحافظ والناقد لإدارة كلينتون، وقال ان المشهد الرئيسي مع ساندي بيرغر كان قائمًا على "أسطورة في الإنترنت "إذا أراد الناس أن ينتقدوا سنوات كلينتون، فهناك أشياء كان بإمكانهم قولها، لكن الفكرة أن شخصا ما كان قد وضع بن لادن في عينيه في عام 1998 أو في أي وقت آخر ورفضت ساندي بيرغر الضغط على الزناد، فلا يوجد أي أساس واقعي لذلك."
كتب نوراسته عن عمله على الطريق إلى 9/11 في مقال رأي في وال ستريت جورنال opinionjournal.com في 18 سبتمبر 2006. وقال:
تم تحديدالطريق إلى 11 سبتمبر في الوقت الذي يسبق الحدث، وفي عالم لم يكن لدى أي حزب فيه الإرادة السياسية للتصرف. . كما أنه مما لا جدال في أن بيل كلينتون تولى منصبه قبل شهر من الهجوم الأول على مركز التجارة العالمي. ثم مرت ثماني سنوات، مليئة بالاعتداءات الإرهابية على الأمريكيين والمصالح الأمريكية في الخارج. كان جورج دبليو بوش في منصبه قبل ثمانية أشهر من 11 سبتمبر.أولئك الذين شاهدوا المسلسل القصير بالكامل يعرفون أنه لم يتلق أي معاملة خاصة.
وكان النقاد - بما في ذلك الرئيس السابق بيل كلينتون، والسياسيساندي بيرغر، مادلين أولبرايت، المساعدون السابقون لكلينتون، وعميل مكتب التحقيقات الفيدرالي والذي استقال من منصبه كمستشار للفيلم بعد ذلك، والرئيس المشارك للجنة 11 سبتمبر لي هاميلتون، وبعض المحافظين كذلك، بما في ذلك بيل بينيت وأكد جون فوند- أن هذا الفيلم يحتوي على معلومات غير دقيقة مثلالعمل على تصويره لكلينتون على أنه مشتت للغاية بسبب فضيحة لوينسكي إلى حد أنه قد أهمل قضية الإرهاب (على الرغم من أن تقرير لجنة 11 سبتمبر ينص على أنه «لم نجد أي سبب للتشكيك في ذلك» في شهادة مساعدي كلينتون الذين زعموا أن فضيحة لوينسكي ليس لها تأثير على أي اعتبارات الأمن القومي). ونقل نوراسته بعد ذلك في الفيلم الوثائقي حجب الطريق إلى 11سبتمبر قوله إن نيته في تصوير كلينتون على أنها«معوقة إلى حد ما» في أسلوب رده على الإرهاب كانت، من المفارقات وسخرية القدر، أنه قد جعل كلينتون شخصية أكثر تعاطفا.
في عام 2008، مضيف البرامج الحوارية جون زيغلر والمنتج ديفيد بوسي من مواطنون متحدون فيلما وثائقيا مشتركا في إنتاجه، توأليف وإخراج زيغلر بعنوان حجب المسار إلى 9/11, مع إعادة النظر في الجدل وراء المسلسل القصير ايه بي سي.

### رجم ثريا م.
رجم ثريا م. ((بالفارسية: .سنگسار ثريا م)) هو فيلم سياسي درامي أمريكي عام 2008 مقتبس عن قصة حقيقة تسرد مقتل صحفي فرنسي إيراني يدعى فريدون ساهبجام1994 عنكتاب يحمل نفس الاسم بناء على القصة الحقيقية لامرأة أدينت زورا بالزنا في إيران وبعد ذلك تم رجمها حتى الموت. والنسخة السينمائية هي من إخراج سايروس نوراسته وكتبها نوراسته وزوجته كاتبة السيناريو بيتسي جيفن نوراسته.ورشح إلى جائزة الأوسكار المرشح شهره أغداشلو، وكذلك جيمس كافيزيل وموزان مارنò.[بحاجة لمصدر]
بسبب موقف نوارسته النقدي للغاية تجاه النظام الحاكم والقانوني الإيراني، تم حظر هذا الكتاب الذي قد أثاررللجدل، وهو يعد أكثر الكتب مبيعا في العالم، في إيران. كذلك، ولهذا الأسلوب الجدلي فإن نسخة الفيلم من رجم ثريا م., شقت طريقها إلى قائمة الأفلام الأمريكية بسرعة حتى قبل صدوره، كما أن الرئيس الإيراني محمود أحمدي نجاد اعتبره مسيئ والتي طالب باعتذار رسمي. لكن مع إطلاق الفيلم لفت الانتباه أيضا إلى مسألة الرجم في إيران لدرجة أنه قد أحرج السلطات الإيرانية بما فيه الكفاية للإعلان الشامل عن النظر في فرض حظر على الرجم والعقوبات القانونية القاسية الأخرى.
وجاء في أخبار صحيفة وول ستريت جورنال, حيث قال جون يورجنسن أنه تم تصوير الفيلم على مدى ستة أسابيع في قرية جبلية في دولة الأردن. حيث أنه قد استغرقتصوير عملية الرجم نفسها ستة أيام لتنفيذ المشاهد المخصصة لها من السياريو. كما أفاد يورجنسن أن «بعض الناشطين في مجال حقوق الإنسان يصفون هذا الفيلم بأنه غير دقيق ومثي ر للجدل»، لكن المخرج سايروس نوراسته نفسه يرد، «يجب أن يكون تطوير هذه النوعية من الأفلام وبمثل هذا لا هوادة ولا تهاون فيه على الإطلاق في نهجه. حيث أن الموضوع يتطلب مناذلك.»[بحاجة لمصدر]
وفد عرض فيلم رجم ثريا، م لأول مرة في العالم في 2009 في مهرجان تورونتو السينمائي الدولي، حيث فاز الفيلم بالمركز الثاني لجائزة اختيار الجمهور. كما أنه قد فاز بالمركز الثاني في جائزة اختيار الكاديلاك الشعبية، بالإضافة إلى فوزة بجائزة الجمهور لأفضل فيلم في 2009 من مهرجان لوس أنجلوس السينمائي. وقد فاز الفيلم كذلك بجائزة هارتلاند للحقائق للصور المتحركة، وجائزة الجمهور في مهرجان غنت السينمائي لعام 2009. وكذلك في 2009 بجائز القمر الصناعي، من ثم قد تم اختياره كواحد من أفضل عشرة أفلام لهذا العام ورشح لجائزة أفضل فيلم درامي، بينما فازت نجمة الفيلم شهره أغداشلو بجائزة أفضل ممثلة في الدراما.
في عام 2010، تم الترحيب بالفيلم كواحد من حكام الافلام كأفضل عشرة أفلام لعام 2009 للجماهير الناضجة وكان الفوز مشارك، مع انفيكتوس، من جائزة الإيمان والحرية حكام الفيلم لتعزيز القيم الأمريكية الإيجابية لعام 2009. كما انها مشتركة أيضا، مع «النساء في الكفن»، وسينما من أجل السلام وجائزة العدالة بالتعاون مع مهرجان برلين السينمائي وفاز بجائزة الفيلم السينمائي الأجنبي البارز في جوائز NAACP للصور. ناكب إيماج.

### المسيح الشاب
أخرج نوراسته الدراما التوراتية المسيح الشاب، الذي صدر في 11 مارس 2016. تم تعديل القصة من قبل سايروس وبيتسي جيفن نوراستيه المقتبس من فيلم آن رايس المسيح الرب، وتم إنتاجه بواسطة صور 1492والمحيط الأزرق للترفيه بالاشتراك مع قسم الأفلام. وتم توزيع الفيلم بواسطة ميزات التركيز. كان للمشروع بداية سريعة في أوائل عام 2013 ولكن تم إغلاقه في مرحلة ما قبل الإنتاج وويبدو أنه أغلق عليه. ثم في أواخر عام 2014، تم إحياء المشروع بفضل جهود تريسي ك.برايس وبيل أندرو، جنبا إلى جنب مع المنتج الإيطالي إنزو سيستي. تم تصوير الأحداث في ماتيرا وروما، إيطاليا، ويتتبع رحلة يسوع المسيح في سن السابعة، عندما عاد إلى الناصرة ووتعرف على مكانه الحقيقي باعتباره ابن الله.[بحاجة لمصدر]
في 10 ديسمبر 2015، قد تمت مقابلة الكاتب نوراسته في اوتن بواسطة ريموند أرويو. وقد قال نوراسته عن الفيلم: «إن هذا حقا فيلم عن عائلة، حيث نأخذك إلى داخل خبايا العائلة المقدسة.»

### الكافر
وقد كتب نوراسته وأخرج وأنتج فيلم في عام 2020 بعنوان <i id="mw-A">الكافر</i>، وهو عبارة عن فيلم سياسي يسرد قصة صحفي أمريكي (قام بدوره جيم كافيزيل) وقد كان هذا الصحفي أسير من قبل النظام الإيراني الحاكم. حيث استشهد نوراسته بالعديد من حالات الأسر التي حدثت في العالم الحقيقيعن مواطنون أمريكيون سجنتهم الحكومة الإيرانية، بوكان من ضمن هؤلاء شيو وانغ وروبرت ليفنسون. ووقد كان أحد مديري إنتاج هذا الفيلم الناقد اليميني دينيش ديسوزا، الذي أنتج سابقا العديد من الأفلام الوثائقية السياسية بما في ذلك 2016: أمريكا أوباما, أمريكا هيلاري: التاريخ السري للحزب الديمقراطي، و موت أمة. الكافر هو أول فيلم روائي يقوم بانتاجه.
كما تم تصوير أحداث الفيلم في بعض الموقع في الأردن، هذا نفس المكان حيث تم تصوير فيلم نوراسته السابق ثريا م. وذكر نوراسته على موقعه على شبكة الإنترنت أن لجنة الأفلام الأردنية ساعدتنا في إبقاء سرية تصوير الفيلم وهذا خوفا من اعتراضات الحكومة الإيرانية، وأن موقع الفيلم كان بالفعل شديد الحراسة. حتى أنه عندما أصبحت الحكومة الإيرانية على علم بوجود نوراسته في عمان عاصمة الأردن لتصوير هذا الفيلم أعربت عن استيائها للحكومة الأردنية.
حيث تركز القصة على صحفي مسيحي تحت الأرض داخل إيران، وقيام مجموعة بحمايته بقيادة النساء في المقام الأول.كما أن من يساعده ويعملون معه في الفيلم بعض المسلمين الذين هم أيضا من أشد معارضي النظام الإيراني، وهذا الرد من خلال مساعدة الشخصية الرئيسية، دوغ رولينز (الذي يقوم بدوره جيم كافيزيل) وزوجته، ليز (قامت بدورها كلوديا كارفان). وتم تعيين ممثلة أخرى للعب ليز لكنها تركت الفيلم قبل أسابيع فقط من التصوير بسبب التزام متضارب في الجدول. أوصى كارفان كافيزيل الذي عمل معها على <i id="mwAQ8">عطلة نهاية أسبوع طويلة</i> (2008).

## المشاريع القادمة
من بين مشاريع نوراستيه القادمة كان من المفترض أن تكون تعديلات على بعض أفلام توماس تيسييهكاتب قصة نايت والكر وعرض الحملة الأخيرة, ثورستون كلاركحساب من روبرت كينيديالحملة الرئاسية لعام 1968.[بحاجة لمصدر]
وأبرز مشاريع نوارسته الأخيرة هو فيلم عن أندرو جاكسون بعنوان معركة نيو أورليانز. وهو بالشاركة مع المنتج / والمخرج آلان سيجل وجيرارد بتلر حيث أنه قد أعرب عن اهتمامه بتصوير جاكسون الذي قام بقيادة جيشا متشرذم من العامة في هزيمة البريطانيين في نيو أورلينز في 8 يناير 1815. 

## الحياة الشخصية
أما على الصعيد الخصي فإن نوراسته متزوج من كاتبة السيناريو الأميريكية إليزابيث («بيتسي») ج.نوراسته (مواليد 1953). كما أن لديه ابنان من هذا الزواج وهما، اليكس ومارك. 
نوراستيه مسيحي.

### التوجه السياسي
قد تلقى نوراسته انتقادات عديدة من المحافظين بسبب «التحيز الليبرالي» المزعوم الذي اتهم به بسبب فيلمه العرض الأول شوتايم، اليوم الذي قتل فيه ريغان. والذي قاد ريتشارد ألين مستشار ريغان الأمن القومي السابق في ريغان، بأنه قد اعتمد على الاتهام بمقال نشرته صحيفة وول ستريت جورنال (14 ديسمبر 2001)، متهما نوراسته والمنتج التنفيذي أوليفر ستون بلكن «حيث أن إنتاج أوليفر ستون مشكوك فيه آخر» والإشارة إليه على أنه في ذلك «اليوم الذي أطلقوا فيه النار على الحقيقة.» استند السيد ألين في مقالته إلى أشرطة احتفظ بها منذ ذلك اليوم، ولم يترك سوى ست دقائق فقط لدعم موقفه. ورد نوراسته في صحيفة لوس أنجلوس تايمز (24 كانون الأول / ديسمبر 2001) ورسالة إلى المحرر في صحيفة وول ستريت جورنال (2 يناير 2002)، «الحل الواضح هو أن يقوم ألين باصدار الشريط غير المحرر بالكامل والسماح لأي شخص لإجراء المقارنات واستخلاص أي استنتاجات تبدو مبررة.» واختتم نوراسته مقالته في لوس أنجلوس تايمز بالكتابة،«اليوم الذي قتل فيه ريغان يوفر أول تصوير درامي على الإطلاق للأزمة الدستورية والتستر الحكومي (كلاهما مدعوم بشكل كبير بالحقائق) والتهديد الذي يشكلونه على الأمة عندما يصبح الرئيس عاجزا. وهذا أمر مهم وملائم وذو صلة ويثير قضايا ينبغي مناقشتها بصراحة.»

في صحيفةلوس أنجلوس تايمز الناقد التلفزيوني هوارد روزنبرغ، قد أعلن في مراجعة بعنوان، عن "فيلم إطلاق النار على ريغان ييخوض بشكل فضفاض بعض الحقائق، كتب أن نص نوراسيه" في بعض النقاط الرئيسية يصطدم وجها لوجه مع حسابات أخرى." وأضاف روزنبرغ:

في الفيلم، قد أيضا بتصوير أن التهديد النووي السوفيتي الذي تم تصويره هو عبارة عن محاكاة غير ضارة من قبل قيادة الدفاع الجوي لأمريكا الشمالية. ومع ذلك، حيث أنه لم تقم نوراد بمثل هذه العمليات في هذا اليوم، (ومستشار الأمن القومي ريتشان ارد ف). حيث يقول ألين في أحد الأفلام الوثائقية التي سجلها. أنه عندما علم بذلك، قال مباشرة نوراسته قد استند في هذا الجزء من نصه على بعض الأدلة «الظرفية».
أما عن الدخيل الذي كان في المستشفى الذي يصل إلى سرير ريغان، أكد نوراسته إنه متأكد من حدوث ذلك الحدث وكما أنه قد قرأ عنه في مجلةواشنطن . حتى لو لم يحدث، على أية حال، وقد وظف هذا في العمل بشكل جيد، وهو كل ما يهم حقا.

كما انتقد بعض الليبراليون شخصية نوراسته بسبب «التحيز المحافظ» المزعوم الذي تعرض له في الدراما الوثائقية المثيرة للجدل الطريق إلى 11 سبتمبر الذي كتبه وشارك في إنتاجه. حيث يصف نوراسته نفسه بأنه أكثر تحررية من المحافظ أو الليبرالي.[بحاجة لمصدر]

## فيلموغرافيا

### فيلم
| السنة | النص                | العمل | العمل | العمل | ملاحظات            |
| السنة | النص                | مخرج  | كاتب  | منتج  | ملاحظات            |
| ----- | ------------------- | ----- | ----- | ----- | ------------------ |
| 1989  | تهديد المحجبات      | نعم   | نعم   | لا    | أول مرة في الإخراج |
| 1995  | المقابلة            | لا    | نعم   | لا    |                    |
| 1988  | نورما جان وجاك وأنا | نعم   | نعم   | لا    |                    |
| 2009  | رجم ثريا، م         | نعم   | نعم   | لا    |                    |
| 2016  | المسيح الشاب        | نعم   | نعم   | لا    |                    |
| 2020  | الكافر              | نعم   | نعم   | نعم   |                    |

### التلفزيون
| السنة   | النص                      | العمل | العمل   | العمل   | ملاحظات                                                                     |
| السنة   | النص                      | مخرج  | الكتابة | الانتاج | ملاحظات                                                                     |
| ------- | ------------------------- | ----- | ------- | ------- | --------------------------------------------------------------------------- |
| 1986    | المعادل                   | لا    | نعم     | لا      | الحلقة: "من الماضي"                                                         |
| 1989–90 | فالكون كريست              | نعم   | نعم     | نعم     | تأليف - 7 حلقات منتج مشارك - 9 حلقات مدير - حلقة واحدة محرر القصة - 13 حلقة |
| 1997    | شيطان المحامي             | لا    | نعم     | لا      | فيلم تلفزيوني                                                               |
| 1997–99 | لا فام نيكيتا             | لا    | نعم     | لا      | الحلقات: "نيكيتا" وتقليد الموت                                              |
| 1999    | الأزرق السلمي             | لاا   | نعم     | لا      | الحلقات: "الحقيقة العارية" و "مصباح الغاز"                                  |
| 2001    | يوم مقتل ريغان            | نعم   | تعم     | لا      | فيلم تلفزيوني                                                               |
| 2002    | 10000 رجل اسود يدعون جورج | لا    | نعم     | لا      | فيلم تلفزيوني                                                               |
| 2005    | في الغرب                  | لا    | نعم     | لا      | سلسلة قصيرة حلقة اولى                                                       |
| 2006    | الطريق إلى 11 سبتمبر      | لا    | نعم     | نعم     | سلسلة قصيرة حلقة ثانية                                                      |
| 2016–17 | هاواي خمسة 0              | لا    | نعم     | نعم     | تأليف - 3 حلقات منتج استشاري - 12 حلقة                                      |

## الجوائز والترشيحات

### فيلم مهرجان غنت
- 2009 الجائزة الكبرى لأفضل فيلم: رجم ثريا م. (رشح)

### مهرجان لوس أنجلوس السينمائي
- 2009 جائزة الجمهور لأفضل فيلم روائي: رجم ثريا م. (الفائز)

### مركز القلم
- 2002 جائزة أدبية لأفضل تيليبلاي: اليوم الذي قتل فيه ريغان (فائز)
- 2003 جائزة الأدبية لأفضل تيليبلاي: 10,000 رجل أسود يدعى جورج (فائز)

### أوشميو غواراني
- 1996 أفضل سيناريو: المقابلة (رشح)

### مهرجان تورونتو السينمائي الدولي
- 2008 جائزة اختيار الجمهور: رجم ثريا م. (رشح)

## ببليوغرافيا
- الطريق إلى الهستيريا - رد نوراسته على النقاد
- تشريح «استجابة» نوراستيه للنقاد
- نيكو بيتني، "الكاتب من ايه بي سي 9/11 'دراما وثائقية' هو الناشط المحافظ المعلن، "فكر في التقدم، 1 سبتمبر 2006.
- دوغ مو "فيلم ويست غراد 9/11 يثير العاصفة," ذا كابيتال تايمز (ماديسون، ويسكونسن)، 2 سبتمبر 2006.
- سايروس نوراستيه،"الطريق إلى 9/11: ارتكاب الحقيقة، "كتبه (وغا)
- سايروس نوراستيه،"الطريق إلى 9/11," وول ستريت جورنال
- "تورونتو '08 مقابلة ديسكفري /' رجم ثريا م ' مدير سايروس نوراسته"
- "التراث الفارسي مقابلات مجلة سايروس نوراسته"

## روابط خارجية
- سیروس نورسته في قاعدة بيانات الأفلام على الإنترنت